# Antonín H. Sokol

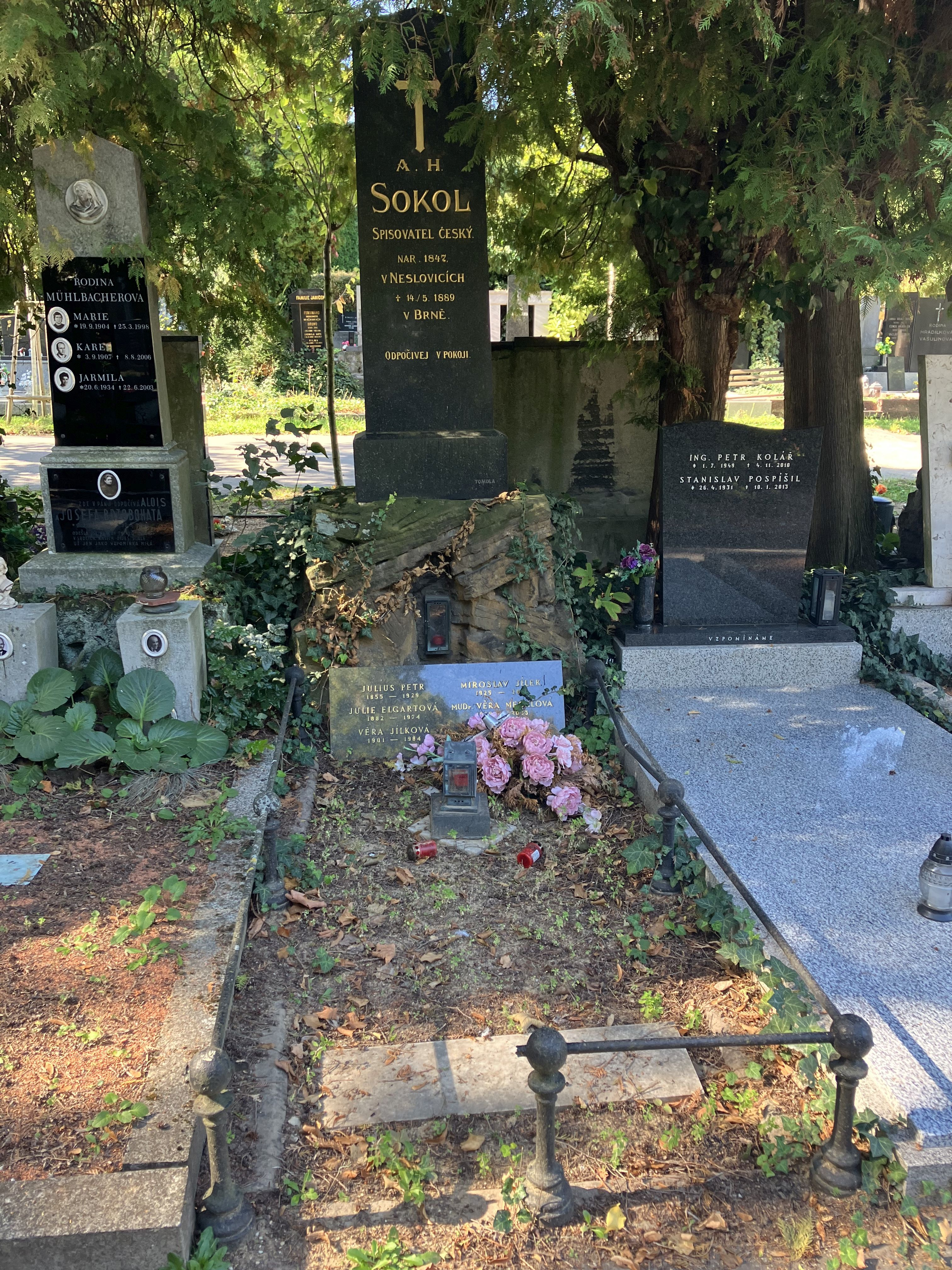
Hrob Antonína H. Sokola

Antonín H. Sokol (4. června 1847 Neslovice – 14. května 1889 Brno) byl český novinář, spisovatel a dramatik. Působil v pražských a brněnských listech, naposled jako šéfredaktor deníku Moravská orlice. Psal povídky a divadelní hry. Používal také pseudonym A. H. Neslovský.

## Život
Narodil se roku 1847 v moravské obci Neslovice. Studoval gymnázium v Brně a Vídni. Od šestnácti let začal literárně tvořit — psal básně a povídky do Hvězdy, později také do časopisů Lumír, Moravská orlice, Vosa a Besídka čtenářská.
Roku 1866 byly v Brně založeny Veselé listy a Sokol se spolu s Františkem Vymazalem stal jejich hlavním přispěvatelem. O rok později se s jejich redakcí přestěhoval na žádost J. S. Skrejšovského do Prahy. Když tento časopis po třech letech zanikl, přesvědčil Skrejšovský Sokola, aby pokračoval v novinářské činnosti. Sokol vstoupil jako reportér do redakce časopisu Národní pokrok a uveřejňoval tam zejména zprávy o táborech lidu (politických shromážděních), kterých se tehdy konalo velké množství.
Národní pokrok byl zanedlouho po zatčení několika redaktorů zastaven. Sokol s několika kolegy odešel do Chrudimi, kde vydávali časopis Koruna. Ještě v roce 1869 se ale vrátil do Prahy do redakce obnoveného časopisu Pokrok. Psal pro něj zejména fejetony a divadelní zprávy. Kontakty s uměleckými kruhy ho později inspirovaly k vlastní dramatické tvorbě. Během pražského pobytu přispíval i do dalších časopisů, například Slavie (později přejmenovaná na Zábavné listy), Světozor nebo Krakonoš. Když J. R. Vilímek založil roku 1872 knihtiskárnu, převzal za něj Sokol nakrátko redakci Humoristických listů.
Roku 1883 se stal šéfredaktorem brněnského deníku Moravská orlice. V této funkci setrval do konce života. Bylo to velmi náročné povolání, které mu zabralo prakticky všechen čas a znemožnilo jakoukoli jinou literární činnost. Protože noviny vycházely jen ve všedních dnech, odjížděl na víkendy do rodných Neslovic, kde trávil volný čas s rodiči a s rodinami svých sester. Sám zůstal svobodný.
Na konci roku 1888 vážně onemocněl. Přestěhoval se do bytu v těsné blízkosti redakčních místností a v rámci možnosti pokračoval v práci. Zemřel 15. května 1889 večer. Je pohřben na Ústředním hřbitově v Brně, sk. 5, řada 2/hr. 140. 
Byl oceňovaný pro vlastenectví, čestné a přímé jednání s přáteli i protivníky.

## Dílo
Vedle novinářské činnosti byl autorem následujících povídek:
- Tvrdé palice (1873)
- Z doby komety (1873)
- Páter Serafin (Světozor 1874)[4]
- O živých a mrtvých : Drobné kresby (1881)

Napsal také divadelní hry:
- Farizejci : žert ve třech jednáních (1880), komedie. Provozována v Novém českém divadle za Žitnou branou r. 1879.[4]
- Starý vlastenec : veselohra ve třech jednáních (1881)
- Šteperka (1881), fraška
- Rodinné přikázání : Obraz ze života velkoměstského ve 4 jednáních (1882)
- Kleopatřin prsten : fraška ve třech jednáních (knižně 1893)
- Jelínek a spol. : žert o pěti jednáních (knižně posmrtně 1900); cenzurou nebyla kvůli politickým narážkám připuštěna k provozování[4]

Překlad:
- Eberhard Friedrich Hübner: František Trenk, vůdce rakouských pandurův : historický román z dob Marie Teresie (1865)